# Jonathan Keltz
Jonathan Lippert Keltz (né le 17 janvier 1988 à New York) est un acteur américano-canadien.

## Biographie
Formé sur les planches dès l’âge de 10 ans, Jonathan Keltz démarre véritablement sa carrière au Canada six ans plus tard. Après avoir signé un contrat avec un agent, il décroche un rôle récurrent dans le très populaire Degrassi : La Nouvelle Génération. Il apparaît dans un épisode de Missing: disparus sans laisser de trace, et dans la comédie American Pie : Campus en folie, dans laquelle il campe le président de la maison BETA.
Le comédien s’illustre ensuite dans de nombreuses séries, notamment Cold Case: Affaires classées, The Cleaner et Heartland, avant de rejoindre le casting du long-métrage de Joe Nussbaum, Le grand soir, où il est l’un des organisateurs du tant attendu bal de promo. En 2011, le jeune public le retrouve dans la fiction américaine Entourage. Il incarne ici l’assistant le plus fiable d’Ari Gold, l’agent de Vince joué par Jeremy Piven.
À la suite de ses figurations dans Le Transporteur et Facing Kate, Jonathan Keltz se fait une place dans le teen-drama de la CW, Reign. Sous les traits de Leith Bayard, cuisinier à la cour de France, il vit un amour impossible avec l'une des dames de compagnie de la Reine d'Écosse. 

### Vie privée
Il est fiancé à l'actrice Laysla De Oliveira depuis décembre 2021 

## Filmographie

### Comme acteur

#### Cinéma
- 2005 : Cake : Valet
- 2007 : Agent double : Greg Hanssen
- 2007 : American Pie : Campus en folie d'Andrew Waller : Wesley Burton
- 2009 : He Likes Guys : Mark (segment "Silver Road")
- 2011 : Prom : Brandon Roberts
- 2011 : Transgression : David
- 2012 : Playback : Nate
- 2013 : 21 & Over : Randy
- 2013 : The Privileged : Jeff Lynley
- 2017 : White Night : Sully
- 2018 : Acquainted

#### Courts-métrages
- 2006 : Silver Road
- 2012 : Operation: CTF
- 2015 : Him
- 2016 : 5 Films About Technology

#### Télévision

##### Séries télévisées
- 2004 : Degrassi : La Nouvelle Génération : Nate
- 2004 : Radio Free Roscoe : Mark
- 2005 : Missing: disparus sans laisser de trace : Joe Johnstone
- 2005 : Queer as Folk : Lucas
- 2006 : Dark Oracle : Harvey
- 2007 : Cold Case: Affaires classées : Dom Barron en 1963
- 2007 : ReGenesis : Jeff Riddlemeyer
- 2008 : The Cleaner : Jeff
- 2009 : Heartland : Cody Dawson
- 2009-2011 : Entourage : Jake Steinberg
- 2010 : Les experts: Miami : Ben Wilcox
- 2011 : Breakout Kings : Oliver Day
- 2011 : Combat Hospital : Private Henry Flax
- 2011 : Leverage : Travis Zilgram
- 2011 : The Listener : Tyler Rooker
- 2012 : Facing Kate : Jacob Mathews
- 2012 : Flashpoint : Luke Mathers
- 2013 : La Diva du divan : Darryl Hutchinson
- 2013 : Le Transporteur : Clyde
- 2013 : Les enquêtes de Murdoch : Ralph Bridgewater
- 2013-2014 : Republic of Doyle : Grayson Mann / Grayson
- 2013-2017 : Reign: Le Destin d'une reine : Leith Bayard
- 2016 : Man Seeking Woman : Dane
- 2018 : Cardinal : Kevin
- 2023 : Wilderness : l'inspecteur Wiseman

##### Téléfilms
- 2005 : Mayday (en) de T.J. Scott : Doug Berry
- 2009 : Aux portes du destin (Acceptance) de Sanaa Hamri : Harold 'A.P. Harry' Burton
- 2009 : SOS Daddy (Dadnapped) de Paul Hoen : Trip Zoome
- 2017 : Un café et un nuage d'amour (Brimming with Love) de W.D. Hogan : Sam Jenson
- 2018 : Il était une fois un prince (Once Upon a Prince) de Alex Wright : Nate
- 2020 : Le témoin de la mariée (Love at Look Lodge) de Max McGuire : Noah Moore
- 2021 : Coup de foudre royal de Marita Grabiak : Prince Ronan

### Comme producteur

#### Cinéma
- 2018 : Acquainted

#### Courts-métrages
- 2016 : 5 Films About Technology
- 2017 : Brothers Blood